# Durham WFC
A Durham Women Football Club női labdarúgó csapatát 2014-ben hozták létre. Az angol női másodosztályú bajnokság, a Championship tagja.

## Klubtörténet
2014-ben Lee Sanders, a South Durham & Cestria Girls klubjának vezetője és Quentin Sloper, a Durhami Egyetem sportigazgatója hozta létre az együttest.

## Játékoskeret
2022. január 18-tól
| #  |     | Poszt | Név              |
| -- | --- | ----- | ---------------- |
| 1  | IRL | K     | Naoise McAloon   |
| 13 | ENG | K     | Megan Borthwick  |
| 30 | ENG | K     | Brooke Mackain   |
| 2  | SCO | V     | Kathryn Hill     |
| 5  | ENG | V     | Sarah Wilson ()  |
| 14 | ENG | V     | Becky Salicki    |
| 15 | USA | V     | Dee Bradley      |
| 16 | ENG | V     | Ellie Christon   |
| 18 | ENG | V     | Danielle Brown   |
| 20 | ENG | V     | Grace Ayre       |
| 21 | ENG | V     | Hannah Greenwood |
| 24 | ENG | V     | Abby Holmes      |

| #  |     | Poszt | Név              |
| -- | --- | ----- | ---------------- |
| 3  | ENG | KP    | Lauren Briggs    |
| 4  | ENG | KP    | Mollie Lambert   |
| 6  | NIR | KP    | Sarah Robson     |
| 7  | ENG | KP    | Beth Hepple      |
| 8  | ENG | KP    | Erin Nicholson   |
| 17 | ENG | KP    | Emily Roberts    |
| 19 | ENG | KP    | Ali Johnson      |
| 9  | ENG | CS    | Nicki Gears      |
| 10 | ENG | CS    | Rio Hardy        |
| 11 | ENG | CS    | Bridget Galloway |
| 12 | ENG | CS    | Lily Crosthwaite |
| 37 | ALB | CS    | Elizabeta Ejupi  |

## Korábbi híres játékosok
| - Helen Alderson - Jordan Atkinson - Abigail Cottam - Caroline Dixon - Nicola Gibson - Natalie Gutteridge - Jennifer Jennings - Rachel Lee - Grace McCatty - Anna Moorhouse - Zoe Ness - Jemma Purfield | - Julia Weithofer - Megan Bell - Julie Nelson - Iris Achterhof - Jenny Bitzer - Amelia Pereira - Lisa Robertson - Hannah Reid - Chloe Knott |